# Антонио Пигафета
Антонио Пигафета (итал. Antonio Pigafetta; рођен око 1491 – умро око 1534. године) био је италијански учењак и путописац из Млетачке републике. Учествовао је у првом опловљавању света у Магелановој експедицији (1519—1522). Током путовања постао је Магеланов близак сарадник и свакодневно је водио дневник путовања. Пигафета је био један од осамнаесторице морнара, од око 240 који су кренули на пут, који се 1522. вратио у Шпанију под командом Хуана Себастијана Елкана. Његов дневник је главни извор за познавање Магелановог и Елкановог путовања.

## Дела
Пигафета је свој дневник прерадио и у скраћеном обиму га је издао у Паризу 1525. године под називом Извештај о првом путовању око света (итал. Relazione del primo viaggio intorno al mondo). Овај дневник је Пигафети касније помогао да преведе један од филипинских језика, себуано. Пигафетино дело је први писани спис са изразима на себуану. По повратку са пута придружио се родоским витезовима.

## Наслеђе
Бар један италијански ратни брод је назван по Пигафети, и то разарач класе Навигатори из 1931. године.

## У популарној култури
Пигафета се појављује као један од протагониста у шпанским серијама Конквистадори: Авантура из 2017 и Без граница из 2022. кодине.